# Euphranta mediofusca
Euphranta mediofusca är en tvåvingeart som först beskrevs av Erich Martin Hering 1941.  Euphranta mediofusca ingår i släktet Euphranta och familjen borrflugor. Inga underarter finns listade i Catalogue of Life.